# Lijst van premiers van Antigua en Barbuda
Dit is een lijst van premiers van Antigua en Barbuda.

## Geschiedenis
Antigua en Barbuda werd in 1981 onafhankelijk van het Verenigd Koninkrijk. Vere Bird werd de eerste premier van de nieuwe staat. Reeds in 1960 werd hij chief minister van Antigua, en vervolgens premier van het eiland in 1967. Van 1971 tot 1976 werd deze functie bekleed door George Walter (Progressive Labour Movement), om in 1976 weer terug te keren als premier.

## Premiers van Antigua en Barbuda (1981-heden)
| Premier | Premier                 | Ambtstermijn | Partij |
| ------- | ----------------------- | ------------ | ------ |
|         | Vere Bird               | 1981 - 1994  | ALP    |
|         | Lester Bird (1948-2021) | 1994 - 2004  | ALP    |
|         | Baldwin Spencer (1948)  | 2004 - 2014  | UPP    |
|         | Gaston Browne (1967)    | 2014 - heden | ALP    |

| Afkorting | Volledige naam                             |
| --------- | ------------------------------------------ |
| ALP       | Antigua Labour Party (sociaaldemocratisch) |
| UPP       | United Progressive Party (conservatief)    |